# 中西康晴
中西 康晴（なかにし やすはる、1958年2月4日 - ）は、日本のキーボーディスト、作曲家、編曲家、音楽プロデューサー。大阪府大阪市天王寺区出身。

## 略歴
1975年：上田正樹、有山淳司らと「上田正樹とサウス・トゥ・サウス」として、『ぼちぼちいこか』、『この熱い思いを伝えたいんや』でデビュー。
1976年：泉谷しげるのアルバム『家族』のセッションに参加。翌年の1977年に、泉谷のバックバンド「ストリート・ファイティングメン」に参加して『光石の巨人』を発表。
1980年：泉谷のバックバンド「BANANA」に参加。『オールナイト・ライヴ』、『NEWS』『39'8°』『ELEVETOR』『REAL TIME』でキーボードを担当。
長きにわたり長渕剛のバックバンドに参加。
他に井上陽水『UNITED COVER』に、スタジオ・ミュージシャンとして参加。
2007年9月29日から開催された「中島みゆきコンサートツアー2007」に参加。

## 主要なレコーディング参加作品
（以下、五十音順）
| アーティスト                   | 楽曲 |
| ------------------------------ | --- |
| ARIANNE                        | 「Komm, susser Tod」 |
| 有安杏果                       | 「遠吠え」（アルバム『ココロノオト』に収録） |
| AN-J                           | 「笑顔が見える場所 〜I WANNA GO〜」 |
| 我妻佳代                       | アルバム『Merry!Go Round』 |
| 今井美樹                       | アルバム『retour』 |
| 上田正樹とサウス・トゥ・サウス | 「シンパイスナ、アンシンスナ」（CD/LD/VHS） |
| 宇浦冴香                       | 「休憩時間10分」「果実」「絶不調」 |
| 宇徳敬子                       | アルバム『砂時計』 「今日は調子悪いの」（アルバム『氷』収録） |
| 大黒摩季                       | 「Stay with me baby」「Rainy Days」（アルバム『永遠の夢に向かって』に収録） 「風になれ」「いじわる」（アルバム『POWER OF DREAMS』に収録）                                                                                          |
| 岡村孝子                       | 「笑顔にはかなわない」「Winter Story」他多数 1985年の1stアルバム『夢の樹』から1996年の『BRAND-NEW』まで、萩田光雄が編曲した楽曲のキーボードは、ほぼ中西が演奏している。                                                            |
| 岡本真夜                       | アルバム『SUN&MOON』 |
| 尾崎豊                         | 「坂の下に見えたあの街に」「群衆の中の猫」（アルバム『回帰線』収録） 「置き去りの愛」（アルバム『誕生』収録） 「原色の孤独」「Monday morning」 「Mama, say good-bye」（アルバム『放熱への証』収録）                                |
| 小沢健二                       | アルバム『犬は吠えるがキャラバンは進む』『LIFE』 |
| 織田哲郎                       | 「時を超えて」「2001年」「NIGHT」「さよならBABE」（いずれもアルバム『VOICES』に収録） |
| 河合奈保子                     | アルバム「JAPAN as waterscapes」 |
| 上木彩矢                       | 「もう帰らない」「叶わないなら ～winter lovers～」（アルバム『明日のために 〜Forever More〜』に収録） |
| CHEMISTRY                      | 「My Gift to You」「Us」 |
| Golden Circle of Friends       | 「“飲んだくれジョニー”を探して」 |
| ZARD                           | 「探しに行こうよ」（2007 version） |
| 沢田聖子                       | アルバム『See You Again』 |
| 椎名林檎                       | 「ちちんぷいぷい」 |
| SEAMO                          | 「Cry Baby」「MOTHER」 |
| 杉真理                         | 『OVERLAP』〜『Ladies & Gentlemen』迄1980年代のアルバム及び企画盤 |
| スガシカオ                     | 「1/3000ピース」（シングル「NOBODY KNOWS」カップリング曲） |
| 染谷俊                         | アルバム『マーガレット』 |
| TUBE                           | 「Bravo!」「もどり道でも…」「情熱」「青春白書 〜After the summer〜」「Open your everything」（アルバム『Bravo!』に収録） 「みんなのうみ 〜album version〜」（アルバム『B☆B☆Q』に収録）                                             |
| DEEN                           | アルバム『I wish』（"Additional Keyboards"として、DIMENSIONの小野塚晃と共に参加） |
| 東京Qチャンネル                | 「翌日」（アルバム『SWitch on!』） |
| ともさかりえ                   | 「泣いちゃいそうよ」「2人」 |
| 中島みゆき                     | シングル「命の別名」 アルバム『臨月』『中島みゆき』『グッバイガール』『回帰熱』『夜を往け』『EAST ASIA』『時代-Time goes around-』『10 WINGS』『パラダイス・カフェ』『わたしの子供になりなさい』『日-WINGS』『月-WINGS』『短篇集』 |
| 長渕剛                         | アルバム『Bye Bye』『時代は僕らに雨を降らしてる』『LICENSE』『NEVER CHANGE』『昭和』『JEEP』『家族』『ふざけんじゃねぇ』 シングル「指切りげんまん」                                                                                |
| 浜田省吾                       | アルバム『愛の世代の前に』『Sand Castle』 |
| 平井堅                         | 「Love Love Love」 |
| 古内東子                       | アルバム『Hourglass』『恋』 |
| 星村麻衣                       | シングル「Stay With You」 アルバム『SOUP』 |
| 堀江由衣                       | アルバム『HONEY JET!!』 |
| 前田亘輝                       | 「Face to Face」（Vocal by 前田亘輝、生沢佑一、近藤房之助、永井隆、Quncho）「わかって愛しい女よ」（2曲ともアルバム『前田亘輝 & His Blues Friends』に収録）                                                                         |
| 観月ありさ                     | 「ずっとそばにいて」（シングル「抱きしめて!」カップリング曲） |
| T.M.Revolution                 | 「O.L」（アルバム『UNDER:COVER 2』収録） |
| 水樹奈々                       | 「SUPER GENERATION」「ファーストカレンダー」 |
| ミドリカワ書房                 | 「I am a mother」「豆電球の灯りの中で」「許さない 忘れない」 |
| メスカリン・ドライヴ           | シングル「笑いっぱなしの島」（アルバム『スプーニー・セルフィッシュ・アニマル』に収録） |
| 山下達郎                       | 「メロディー、君の為に」（アルバム『POCKET MUSIC』に収録） 「マーマレイド・グッドバイ」「蒼氓」（アルバム『僕の中の少年』に収録） 「ドーナツ・ソング」（アルバム『COZY』に収録）                                                   |
| ゆず                           | 「カナブン」「スーパーマン」 |
| 吉田拓郎                       | アルバム『アジアの片隅で』『無人島で…。』『王様達のハイキング IN BUDOKAN』『情熱』『俺が愛した馬鹿』『吉田拓郎 ONE LAST NIGHT IN つま恋』『月夜のカヌー』『午後の天気』                                                            |
| L'Arc〜en〜Ciel                | 「I Wish」（アルバム『True』に収録） 「ROUTE 666」（アルバム『REAL』に収録） |
| アニメーション                 | ピアノ・ファンタジア「美少女戦士セーラームーンSS」 |